# Bodarps församling
Bodarps församling var en församling i Lunds stift och i Trelleborgs kommun. Församlingen uppgick 2002 i Hammarlövs församling.

## Administrativ historik
Församlingen har medeltida ursprung. 
Församlingen utgjorde tidigt eget pastorat för att därefter från omkring 1560 till och med 1961 vara annexförsamling i pastoratet Håslöv och Bodarp som från 1 maj 1924 även omfattade Västra Tommarps och Skegrie församlingar. Från 1962 till och med 2001 var den annexförsamling i pastoratet Hammarlöv, Västra Vemmerlöv, Fuglie, Maglarp, Bodarp, Västra Tommarp och Skegrie. Församlingen uppgick 2002 i Hammarlövs församling.

## Kyrkor
- Bodarps kyrka